# Vangelis Meimarakis

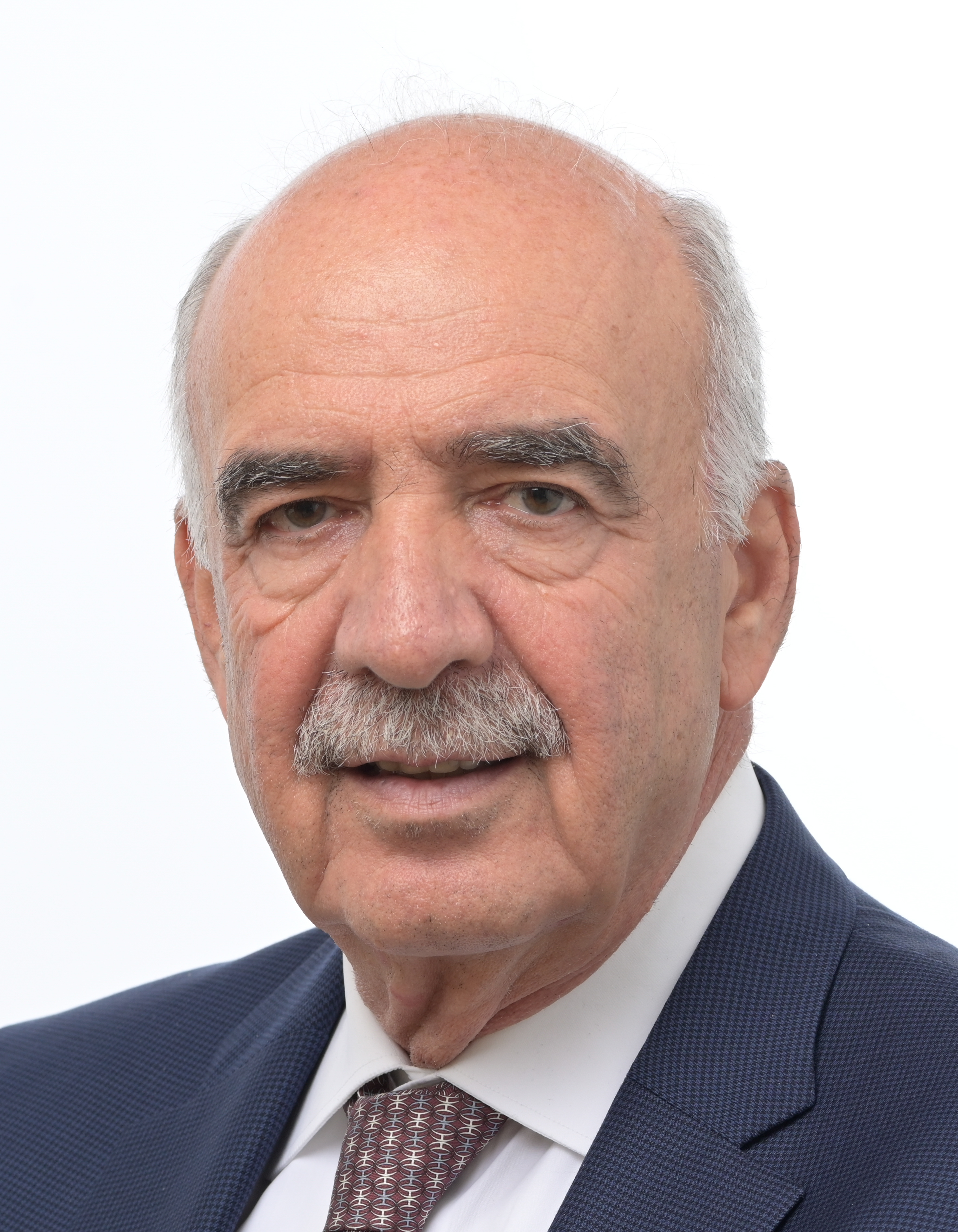
Vangelis Meimarakis (2024)

Evangelos „Vangelis“ Meimarakis (griechisch Ευάγγελος “Βαγγέλης”  Μεϊμαράκης, * 14. Dezember 1953 in Athen) ist ein griechischer Politiker und Mitglied der Nea Dimokratia. Nach dem Rücktritt von Andonis Samaras am 5. Juli 2015 übernahm Meimarakis vorübergehend den Parteivorsitz der Nea Dimokratia. Zuvor war er bis Januar 2015 Parlamentspräsident.

## Biografie
Meimarakis entstammt einer kretischen Familie. Er studierte Rechtswissenschaften an der Pantion-Universität Athen, wo er sich bereits in einer politischen Studentengewerkschaft engagierte. Im Jahr 1974 trat er der konservativen Nea Dimokratia bei und war Gründungsmitglied der Parteijugendorganisation ONNED.
Nach Ableistung des Wehrdienstes wurde er 1984 als Rechtsanwalt in Athen zugelassen. Er wurde Vorsitzender des Exekutivkomitees der ONNED und leitete die Organisation bis zum März 1987.
Bei den Parlamentswahlen im Juni 1989 wurde er auf der Liste der Nea Dimokratia für den Wahlkreis Athen A als Abgeordneter gewählt, bei den folgenden Wahlen im November 1990 und 1993, 1996, 2000, 2004, 2007, 2009 und 2012 wiedergewählt. Von 1992 bis 1993 war er stellvertretender Minister für Kultur (mit der Zuständigkeit für Sport). Danach war Meimarakis Generalsekretär der Nea Dimokratia.
Nach einer Kabinettsumbildung wurde er im Februar 2006 im ersten Kabinett Kostas Karamanlis  Verteidigungsminister. Das Amt führte er auch bis zum Ende der Regierung Kostas Karamanlis am 7. Oktober 2009 aus. Vom 29. Juni 2012 bis zum 5. Februar 2015 war er Parlamentspräsident.
Ende September 2012 gab Meimarakis bekannt, er lasse sein Amt als Parlamentspräsident wegen der gegen ihn erhobenen Korruptionsvorwürfe vorläufig ruhen. Nachdem sich die Vorwürfe relativ schnell als haltlos erwiesen hatten, nahm er die Amtsgeschäfte als Parlamentspräsident im Oktober 2012 wieder auf.
Nach dem Rücktritt von Andonis Samaras, der am 5. Juli 2015 als Konsequenz des „Nein“-Sieges beim Referendum erfolgt war, übernahm Meimarakis vorübergehend den Parteivorsitz der Nea Dimokratia. Am 24. Juli 2015 wurde er vom Vorstandsgremium der Nea Dimokratia als Vorsitzender einstimmig bestätigt, dies ausdrücklich auch im Hinblick auf eine mögliche vorgezogene Neuwahl des Parlaments. Spätestens im Frühjahr 2016 solle dann aber, wie zuletzt bei der Wahl von Samaras 2009, die laut Parteisatzung vorgeschriebene Neuwahl eines Parteivorsitzenden durch die Parteibasis durchgeführt werden.
In die Neuwahl im September 2015 ging Meimarakis als Spitzenkandidat der Nea Dimokratia, die jedoch ihren Stimmanteil entgegen den Prognosen kaum steigern konnte und in der Opposition blieb. Meimarakis kandidierte für die Wahl des Parteivorsitzenden durch die Parteibasis und Unterstützer der Partei, die am 22. November 2015 stattfinden sollte, jedoch wegen einer Computerpanne scheiterte und verschoben werden musste. Meimarakis übernahm hierfür die Verantwortung und trat vom Parteivorsitz zurück, hielt aber seine Kandidatur aufrecht. Am 20. Dezember fand die Wahl des Parteivorsitzenden statt, Meimarakis erhielt dabei 39,8 % der Stimmen der Nea Dimokratia-Basis, erreichte somit den ersten Platz, aber keine absolute Mehrheit. Am 10. Januar 2016 fand die Stichwahl zwischen Meimarakis und dem zweitplatzierten Kyriakos Mitsotakis statt, aus der Mitsotakis als Sieger hervorging.